# Разпределени изчислителни системи
Разпределени изчислителни системи са такива хардуерни и софтуерни системи, при които се използват два или повече компютъра работещи заедно за изпълнението на една-единствена програма. По този начин се обединява изчислителната мощ на множество компютри и се постига по-голяма производителност.
Разпределените системи са сродни на паралелните системи, при които изчисленията се извършват на един или няколко микропроцесора (или ядра), но в един и същи компютър. Основният проблем, който трябва да се разреши и при двата вида системи обаче е еднакъв — да се раздели програмната задача на отделни части, които да могат да се изпълняват едновременно. Най-податливи на разпределяне са такива задачи, при които едни и същи изчисления се извършват върху множество данни. Пример за това е проектът SETI@Home, при който се анализират данни постъпващи от радиотелескоп.
Обикновено участващите в разпределителното изчисление компютри са свързани чрез компютърна мрежа по която обменят данни и резултати от своята работа. В зависимост от архитектурата, разпределената система може да има един централен координиращ компютър или да бъде децентрализирана, при което всички компютри имат отговорността за координиране на изчислителния процес.

## Интернет проекти за разпределено изчисление
Следва списък на някои проекти за разпределено изчисление, използващи Интернет като свързваща среда (мрежа). Целта на повечето такива проекти е да се обедини изчислителната мощ на потребителските и други компютри за решаване на задачи от общочовешка важност. Това прави възможно да се оползотвори огромното изчислително време, през което средностатистическият потребителски компютър не се използва активно.
- SETI@Home – анализиране на радиосигнали в търсене на артефакти от извънземни цивилизации.
- Folding@Home – симулиране на протеинови нагъвания, което да подобри разбиранията ни за тях и свързани с тях болести.
- Climateprediction.net – изпълнение на различни модели на климата в търсене на най-точния такъв.